# 24 апреля
24 апреля — 114-й день года (115-й в високосные годы) по григорианскому календарю.
До конца года остаётся 251 день.
До 15 октября 1582 года — 24 апреля по юлианскому календарю, с 15 октября 1582 года — 24 апреля по григорианскому календарю.
В XX и XXI веках соответствует 11 апреля по юлианскому календарю.

## Праздники и памятные дни

### Международные
- Международный день солидарности молодёжи (1957).
- Всемирный день защиты лабораторных животных (1979).

### Национальные

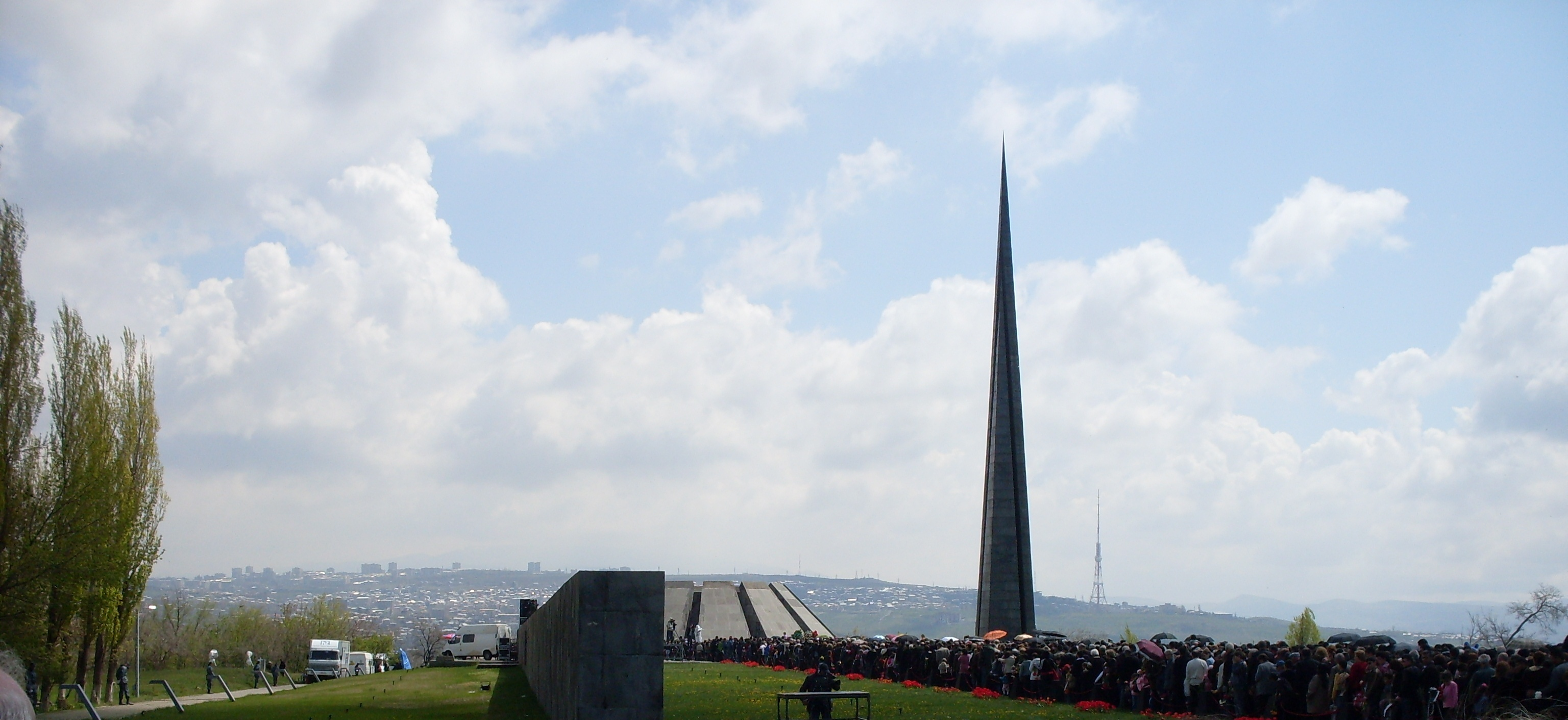
Традиционное шествие к мемориальному комплексу геноцида армян в Ереване 24 апреля (2009 год)

- Армения,  Франция[2] — День памяти жертв геноцида армян в Османской империи.
- Китай — День космонавтики Китая (кит. упр. 中国航天日), отмечается с 2016 года[3].

### Религиозные

#### Католицизм
- Память святого Меллита;
- Память святого Роберта де Тюрланда;
- Память святого Фиделия Сигмарингенского.

#### Православие[4][5]

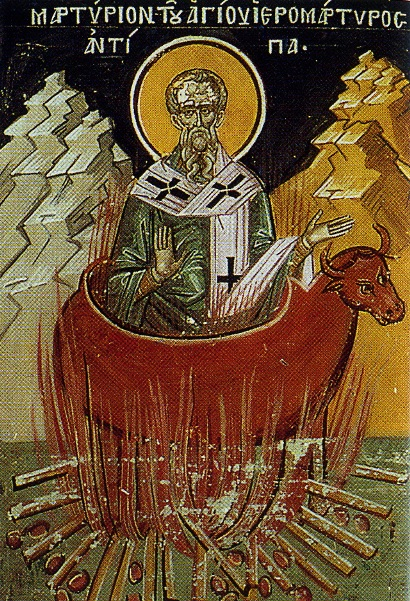
Антипа Пергамский

- Память священномученика Антипы, епископа Пергамского (ок. 68);
- Память преподобных Иакова Железноборовского (1442) и Иакова Брылеевского, сподвижника его;
- Память святителя Варсонофия, епископа Тверского (1576);
- Память мучеников Прокесса и Мартиниана (ок. 67);
- Память преподобного Фармуфия Египетского (IV);
- Память преподобного Иоанна Солунского (Фессалоникийского), ученика преподобного Григория Декаполита (IX);
- Память священномученика Николая Гаварина, пресвитера (1938);
- Память святителя Каллиника Черникского (1868)[6].

### Именины
- Католические: Григорий, Фидель.
- Православные: Антип, Иван, Яков.

## События
См. также: Категория:События 24 апреля

### До XIX века
- 1547 — битва при Мюльберге, положившая конец Шмалькальденской войне.
- 1558 — в Соборе Парижской Богоматери состоялась свадьба королевы Шотландии Марии Стюарт и будущего короля Франции Франциска II.
- 1585 — кардинал Феличе Перетти избран Папой Римским с именем Сикст V.
- 1704 — в Бостоне начала выходить «Бостон ньюс-леттер», первая постоянная газета колониального периода США.
- 1793 — в Российской Империи принят указ о создании на Правобережной Украине православной епархии.
- 1800 — президент Джон Адамс основал Библиотеку Конгресса, выделив 5 тысяч долларов на закупку книг.

### XIX век
- 1833 — в США запатентован один из первых автоматов по продаже газированной воды[7].
- 1846 — началась Американо-мексиканская война.
- 1870 — Первый Ватиканский собор принял «Догматическую конституцию католической веры[англ.]»[8].
- 1877 — Русско-турецкая война (1877—1878): Россия объявила войну Османской империи[9].
- 1884 — Намибия провозглашена немецкой колонией.
- 1898 — Испания объявляет войну США[10].

### XX век
- 1914 — результаты опыта Франка — Герца, подтверждающего квантовую природу атома, представлены Немецкому физическому обществу.
- 1915 — турецкие власти начали массовые убийства, аресты и депортацию армянской интеллигенции Константинополя. Впоследствии эта дата станет днём памяти жертв геноцида армян[11].
- 1916 — начало «Пасхального восстания» в Ирландии против британского господства.
- 1918 — американские интервенты высадились в Мурманске.
- 1919 — создана галерея искусств Торонто.
- 1926 — подписан советско-германский Договор о дружбе и нейтралитете.
- 1927 — в Москве открыта Первая мировая выставка моделей межпланетных аппаратов, механизмов, приборов и исторических материалов (проработала 2 месяца).
- 1938 — на экраны вышла комедия Григория Александрова «Волга, Волга» с Любовью Орловой и Игорем Ильинским в главных ролях.
- 1941 — Вторая мировая война: Великобритания начала эвакуацию своих войск из Греции.
- 1944 — Великая Отечественная война: образован 3-й Белорусский фронт.
- 1946 — первые полёты на реактивных самолётах МиГ-9 (лётчик-испытатель А. Н. Гринчик) и Як-15 (М. И. Иванов).
- 1949 — в Киеве открыт литературно-художественный музей Тараса Шевченко.
- 1950 — Трансиордания переименована в Иорданское Хашимитское Королевство.
- 1953 — Английская королева Елизавета II присвоила рыцарское звание Уинстону Черчиллю.
- 1955 — завершилась Бандунгская конференция 29 «неприсоединившихся» государств, осудивших колониализм, расизм и холодную войну между США и СССР.
- 1962 — в США прошла первая в мире передача телевизионного сигнала между городами через спутник.
- 1963 — подписана Венская конвенция о консульских сношениях.
- 1965 — в Советской Армении впервые был отмечен День памяти жертв геноцида армян в Османской империи 1915—1923 годов.
- 1967 — при посадке потерпел катастрофу космический корабль «Союз-1». Пилотировавший его лётчик-космонавт В. М. Комаров погиб.
- 1968 — Маврикий вступил в ООН.
- 1970 — КНР запустила свой первый искусственный спутник Земли.
- 1970 — Гамбия стала республикой.
- 1975 — террористическая группа Баадер-Майнхоф устраивает взрыв в посольстве ФРГ в Стокгольме.
- 1980 — трагедией завершилась попытка США освободить заложников, удерживаемых в американском посольстве в Тегеране.
- 1985 — Верховный суд Канады признал законной работу магазинов по воскресеньям.
- 1990 — запущен орбитальный телескоп Хаббл.
- 1991 — над Бенгальским заливом начал формироваться один из самых смертоносных циклонов в истории Бангладеш[12].
- 1993 — Ирландская республиканская армия устроила взрыв в районе Бишопсгейта (Лондон), который привёл к значительным разрушениям.
- 1998 — Сергей Кириенко назначен председателем правительства Российской Федерации.
- 2000 — во время учений Черноморского флота ВМФ РФ учебная крылатая ракета попала в украинское пассажирское судно «Верещагин»[13][14].

### XXI век
- 2001 — концерт Элтона Джона в Екатерининском дворце в Пушкине.
- 2003 — выход Windows Server 2003.
- 2004 — США отменили экономические санкции, наложенные на Ливию 18 лет назад. Это своего рода вознаграждение за отказ Ливии от разработки ОМП.
- 2005 — в видеохостинге YouTube опубликован первый видеоролик «Me at the zoo».
- 2007 — в Москве в храме Христа Спасителя прошла церемония всенародного прощания по случаю кончины первого президента России Бориса Ельцина.
- 2009 — General Motors официально анонсировало прекращение выпуска автомобилей «Pontiac» и ликвидацию торговой марки к 2010 году.
- 2013 — обрушение здания в Саваре (Бангладеш), погибли 1127 человек, ранены свыше 2500.
- 2022 — Эмманюэль Макрон переизбран на пост президента Франции, победив во втором туре выборов Марин Ле Пен. Макрон набрал 58,55 % голосов.

## Родились
См. также: Категория:Родившиеся 24 апреля

### До XIX века
- 1226 — Баха аль-Дин Мухаммад-и Валад (ум. 1312), персидский поэт-суфий, основатель суфийского ордена Мевлеви.
- 1533 — Вильгельм I Оранский (погиб в 1584), первый штатгальтер Голландии (1579—1584).
- 1581 — Винсент де Поль (ум. 1660), французский монах, католический святой.
- 1620 — Джон Граунт (ум. 1674), английский статистик, основатель демографии.
- 1706 — Джованни Мартини (ум. 1784), итальянский композитор, музыковед, капельмейстер, учитель И. К. Баха, Моцарта, Глюка.
- 1743 — Эдмунд Картрайт (ум. 1823), английский изобретатель механического ткацкого станка.
- 1771 — Александр Фридрих Карл Вюртембергский (ум. 1833), австрийский и российский генерал от кавалерии, государственный деятель, дядя российских императоров Александра I и Николая I.
- 1791 — Николай Бестужев (ум. 1855), декабрист, историк русского флота, художник.

### XIX век
- 1814 — Василий Инсарский (ум. 1883), русский писатель-мемуарист.
- 1815 — Энтони Троллоп (ум. 1882), английский писатель.
- 1817 — Жан Шарль Галиссар де Мариньяк (ум. 1894), швейцарский химик, открывший иттербий.
- 1822 — Янко Краль (ум. 1876), словацкий поэт, деятель национально-освободительного движения 1840-х гг.
- 1845 — Карл Фридрих Георг Шпиттелер (ум. 1924), швейцарский писатель, лауреат Нобелевской премии (1919).
- 1856 — Анри Филипп Петен (ум. 1951), французский военный и государственный деятель, маршал Франции.
- 1862 — Макино Томитаро (ум. 1957), японский ботаник.
- 1880 — Гидеон Сундбэк (ум. 1954), шведско-американский инженер, изобретатель застёжки-«молнии».
- 1881 — Павел Павлинов (ум. 1966), русский советский художник-график, книжный иллюстратор, мастер ксилографии.
- 1897 — Бенджамин Ли Уорф (ум. 1941), американский лингвист.
- 1898 — Анатолий Кторов (ум. 1980), актёр МХАТа и киноактёр, народный артист СССР.

### XX век
- 1903 — Хосе Антонио Примо де Ривера (расстрелян в 1936), испанский политик, основатель партии «Испанская фаланга».
- 1905
  - Роберт Пенн Уоррен (ум. 1989), американский поэт, писатель, литературный критик.
- 1906 — Уильям Джойс (казнён в 1946), нацистский пропагандист, ведущий англоязычных передач немецкого радио.
- 1907 — Габриэль Фигероа (ум. 1997), мексиканский кинооператор.
- 1908
  - Виктор Абакумов (расстрелян в 1954), советский государственный и военный деятель, руководитель МГБ СССР.
  - Юзеф Гославский (ум. 1963), польский скульптор и медальер.
- 1909 — Бернхард Гржимек (ум. 1987), немецкий зоолог, путешественник, писатель-натуралист.
- 1916 — Григорий Федотов (ум. 1957), футболист, капитан команды ЦДКА, тренер, заслуженный мастер спорта СССР.
- 1917 — Нина Дмитриева (ум. 2003), советский и российский искусствовед, литератор, теоретик и историк искусства.
- 1923 — Эдуард Пашинян (ум. 2004), армянский музыковед, композитор, профессор Ереванской консерватории.
- 1928 — Борис Матвеев (ум. 2006), советский джазмен, ударник-виртуоз, участник оркестра Леонида Утёсова.
- 1930 — Юрий Левада (урожд. Морейнис; ум. 2006), советский и российский социолог и политолог, основатель «Левада-Центра».
- 1932 — Владимир Енгибарян (ум. 2013), советский боксёр, олимпийский чемпион (1956), трёхкратный чемпион Европы.
- 1933 — Резо Чейшвили (ум. 2015), грузинский советский писатель, киносценарист.
- 1934 — Ширли Маклейн, американская актриса и писательница, обладательница «Оскара» и других кинопремий.
- 1936 — Джилл Айрленд (ум. 1990), англо-американская актриса кино и телевидения.
- 1939 — Лили Иванова (наст. имя Лиляна Петрова), болгарская эстрадная певица.
- 1941 — Джон Кристофер Уильямс, австралийский и британский гитарист.
- 1942 — Барбра Стрейзанд, американская певица и актриса, композитор, кинорежиссёр, обладательница двух «Оскаров», 4 «Золотых глобусов» и других наград.
- 1947 — Гленн Корник (ум. 2014), британский рок-музыкант, бас-гитарист, клавишник, автор песен.
- 1949 — Юрий Чернов, советский и российский актёр театра и кино, педагог, издатель, народный артист РФ.
- 1952 — Жан-Поль Готье, французский модельер.
- 1957 — Бамир Топи, албанский политик, президент Албании (2007—2012).
- 1962
  - Светлана Лазарева, советская и российская эстрадная певица.
  - Стюарт Пирс, английский футболист и тренер.
- 1966 — Алессандро Костакурта, итальянский футболист, призёр чемпионата мира (1994).
- 1968
  - Эйдан Гиллен (урожд. Эйдан Мёрфи), ирландский актёр телевидения, театра и кино.
  - Хашим Тачи, косовский политик, президент Республики Косово (2016—2020).
- 1969 — Мелинда Кларк, американская актриса.
- 1972 — Юре Кошир, словенский горнолыжник, призёр Олимпийских игр в слаломе (1994).
- 1973 — Ли Уэствуд, английский гольфист, экс-лидер мирового рейтинга.
- 1977 — Ребекка Мэйдер, английская актриса.
- 1980 — Риган Гомес-Престон, американская актриса.
- 1981 — Саша Баррези, американская актриса.
- 1982
  - Келли Кларксон, американская певица и актриса.
  - Ирина Чащина, российская спортсменка, трёхкратная чемпионка мира, 6-кратная чемпионка Европы по художественной гимнастике.
- 1983 — Анна Касьянова, украинская легкоатлетка, чемпионка мира в семиборье (2013).
- 1987
  - Ян Вертонген, бельгийский футболист.
  - Крис Летанг, канадский хоккеист, трёхкратный обладатель Кубка Стэнли.
- 1988 — Юлианна Караулова, российская эстрадная певица и телеведущая.
- 1992
  - дама Лора Кенни, британская велогонщица, 5-кратная олимпийская чемпионка.
  - Рафаэла Силва, бразильская дзюдоистка, олимпийская чемпионка (2016), чемпионка мира.
- 1996 — Эшли Барти, австралийская теннисистка, экс-первая ракетка мира в одиночном разряде.
- 1997 — Вероника Кудерметова, российская теннисистка, экс-девятая ракетка мира.
- 1998 — Райан Ньюман, американская актриса, певица и фотомодель.

### XXI век
- 2001 — Анастасия Мишина, российская фигуристка (парное катание), чемпионка мира (2021).

## Скончались
См. также: Категория:Умершие 24 апреля

### До XIX века
- 624 — Меллит, первый епископ Лондона, третий архиепископ Кентерберийский, основатель собора св. Павла в Лондоне.
- 1475 — Альбрехт фон Эйб (р. 1420), немецкий священник, гуманист.
- 1480 — Антонио Виварини, художник, один из ранних представителей венецианской школы живописи.
- 1617 — Кончино Кончини (р. 1575), фактический правитель Франции при Марии Медичи. Убит по приказу короля Людовика XIII.
- 1682 — заживо сожжены в срубе пустозерские страдальцы Аввакум (р. 1620), Лазарь, Епифаний и Фёдор[15].
- 1707 — Уолтер Чарлтон, английский придворный медик, доктор медицины, светский богослов, писатель, натурфилософ.
- 1731 — Даниель Дефо (р. ок. 1660), английский писатель и публицист, автор романа «Робинзон Крузо».
- 1783 — Григорий Орлов (р. 1734), русский фельдмаршал, граф, фаворит Екатерины II.
- 1795 — Марк Полторацкий (р. 1729), певец (баритон) и хоровой дирижёр, солист петербургской Итальянской оперы.

### XIX век
- 1802 — Иван Голенищев-Кутузов (р. 1729), адмирал, поэт, президент Адмиралтейств-коллегии.
- 1852 — Василий Жуковский (р. 1783), русский поэт-романтик, автор слов гимна Российской империи «Боже, Царя храни!».
- 1854 — Габриэле Россетти (р. 1783), итальянский поэт и патриот.
- 1859 — Ян (Иван) Глюксберг (р. 1793), польский книгоиздатель, типограф и общественный деятель.
- 1865 — Николай Александрович (р. 1843), цесаревич и великий князь, старший сын императора Александра II.
- 1883 — Жюль Сандо (р. 1811), французский писатель-беллетрист, член Французской академии.
- 1891
  - Хельмут фон Мольтке Старший (р. 1800), граф, генерал-фельдмаршал, военный теоретик, один из основателей Германской империи.
  - Николай Шелгунов (р. 1824), русский учёный-лесовод, публицист, литературный критик, политический деятель.

### XX век
- 1904 — Амели Линц (р. 1824), немецкая писательница.
- 1918 — Пётр Фрезе (р. 1844), российский изобретатель, один из конструкторов первого российского автомобиля.
- 1924 — Гренвилл Стэнли Холл (р. 1844), пионер американской психологической науки.
- 1948 — Язеп Витолс (р. 1863), латышский композитор, один из основателей Латвийской консерватории.
- 1954 — Михаил Старокадомский (р. 1901), советский композитор, органист, педагог.
- 1960 — Макс фон Лауэ (р. 1879), немецкий физик, лауреат Нобелевской премии (1914).
- 1963 — Леонид Луков (р. 1909), советский кинорежиссёр.
- 1964 — Герхард Домагк (р. 1895), немецкий патолог и бактериолог, лауреат Нобелевской премии (1939).
- 1967 — Владимир Комаров (р. 1927), лётчик-космонавт СССР (погиб при завершении полёта на корабле «Союз-1»).
- 1975 — Леонид Макарьев (р. 1892), советский актёр, режиссёр, драматург, основоположник русского театра для детей.
- 1980 — Алехо Карпентьер (р. 1904), кубинский писатель, журналист, музыкант, музыковед.
- 1982 — Алексей Экимян (р. 1927), советский композитор, генерал милиции.
- 1986 — Уоллис Симпсон (р. 1896), американка, супруга герцога Виндзорского, бывшего короля Великобритании Эдуарда VIII.
- 1989 — Елена Благинина (р. 1903), детская поэтесса, переводчица.
- 1991 — Никита Михайловский (р. 1964), российский актёр и художник.
- 1995 — Иосиф Хейфиц (р. 1905), кинорежиссёр, народный артист СССР.
- 1996 — Фрэнк Райли (р. 1915), американский писатель-фантаст, журналист.
- 1998 — Михаил Ребров (р. 1931), русский журналист и писатель, претендент в отряд космонавтов.

### XXI век
- 2004 — Эсте Лаудер (р. 1908), основательница компании «Estée Lauder Companies».
- 2005
  - Аркадий Вайнер (р. 1931), советский и российский писатель, сценарист, драматург, старший из братьев Вайнеров.
  - Эзер Вейцман (р. 1924), израильский военный и государственный деятель, 7-й президент Израиля (1993—2000).
- 2011
  - Сатья Саи Баба (р. 1926), духовный учитель в Индии, гуру.
  - Мари-Франс Пизье (р. 1944), французская актриса театра и кино, режиссёр, сценарист.
- 2014 — Константин Орбелян (р. 1928), армянский пианист, дирижёр, композитор, народный артист СССР.
- 2016
  - Нина Архипова (р. 1921), актриса театра и кино, народная артистка РСФСР.
  - Клаус Зиберт (р. 1955), немецкий биатлонист, многократный чемпион мира.
- 2017 — Валерий Гурьянов (р. 1936), советский и российский кинорежиссёр, актёр, сценарист.
- 2024 — Маргарет Ли (р. 1943), британская актриса, популярная исполнительница главных ролей в итальянском жанровом кино.

## Народный календарь, приметы и фольклор Руси
Антип Половод (Водогон)
- Антип — целитель болезней и утешитель зубной боли, а также он помогает при глухоте, слепоте, болезнях головы.
- На Антипа лечили зубы. Из серебряной монеты делали Тор (монетку с дырочкой) и клали к Иконе Антипа. Также готовили старинное пиво: брали воду от Семи Окрестных Святых Источников, добавляли в неё местную воду, а затем, помолясь, толкли в золотой ступе серебряным пестом — и пили для Здравия.
- Водополье великое Антипу угодно. Когда Антип без воды, то крестьянам не зерна от поля ждать, а беды.
- Коли вода ото льда в реке на Антипа не вскрылась — весна холодная накатилась[16].
- Крестьяне на Руси подмечали, что, если начинается полая вода и не видно птиц (чибиса и рыбатка), это не настоящая полая вода.
- Если утром мороз, а днём пошёл снег, то ещё целый месяц будет холодно.
- Метель на Антипа предвещает, что весна будет холодная.
- Снег после половодья — большое для озими невзгодье.
- По Антиповой воде о хлебушке гадают: если она разольётся во второй раз и больше, чем в первый, значит уродится поздний посев[17].